# Lucil·lià
Lucil·lià, en llatí Lucillianus, mort l'any 363, va ser un militar de l'exèrcit romà probablement originari de Pannònia.

## Sota Constanci II
L'any 350, l'emperador romà Constanci II era a la frontera oriental al capdavant de l'exèrcit romà, en una campanya contra l'Imperi Sassànida, quan va arribar a la notícia que el seu germà Flavi Juli Constant havia estat assassinat per l'usurpador Magnenci. Per no donar donar la possibilitat a l'usurpador de reforçar-se, va marxar immediatament cap a Europa central, encarregant a Lucil·lià, que en aquell moment era dux Mesopotamiae o comes rei militaris que continués la lluita. Lucil·lià va establir una línia de defensa a partir de la important fortalesa fronterera de Nísibis per fer front als atacs del rei sassànida Sapor II.
El 354 va ser nomenat Comte dels domèstics ("comandant de la guàrdia") del Cèsar d'Orient Constanci Gal. Havia d'escortar el cèsar des de Constantinoble a la cort imperial de Milà, on Gal havia estat cridat per Constanci II per aclarir unes acusacions de mal govern. En realitat, Lucil·lià, juntament amb els altres dos oficials designats per a aquest propòsit, Flavi Lleonci i Bainobaudes, van haver d'impedir que Gal, sospitós de traïció a Constanci, contactés amb tropes que li poguessin ser lleials en el viatge a Pula, on va ser posat sota custòdia per Barbatió, jutjat culpable i assassinat. El 358 va ser enviat a Pèrsia en una missió diplomàtica, juntament amb el futur usurpador Procopi, on es va estar tot l'any següent.
El 361, era Comes d'Il·líria i magister equitum. Vora Sírmium va ser sorprès per l'avenç des de l'oest de l'exèrcit de Julià l'Apòstata, germanastre de Gal, que havia estat nomenat Cèsar d'Occident per Constanci II i després aclamat emperador per l'exèrcit. Va ser capturat pel comes domesticorum Dagalaifus que el va destituir de tots els càrrecs, per la seva participació a la caiguda i la mort de Gal, però va continuar vivint a Sírmium.

## Sota Jovià
L'any 363 el nou emperador Jovià el va nomenar magister equitum. Jovià era el seu gendre, ja que s'havia casat amb la seva filla Charito. Després d'haver rebut el nomenament a Sírmium a través dels notaris Procopi i Memoridi, Lucil·lià va deixar la ciutat per anar a la cort imperial de Milà, i reclamar el poder a favor de Jovià. Per ordre de Jovià, portava amb ell alguns partidaris de l'emperador (cristians com ell, que havien perdut el favor de la cort de Julià l'Apòstata), entre ells Seniauc i el futur emperador Valentinià I.
Entre les funcions de Lucil·lià hi havia la de substituir el magister armorum de la Gàl·lia posat per Julià, per Malaric, partidari de Jovià, i d'informar als comandants i a les guarnicions de l'ascens al tron del nou emperador, però amb precaucions, degut a la gran popularitat que tenia Julià l'Apòstata a Occident. Quan va saber que Malaric no havia acceptat el càrrec, Lucil·lià va anar a Reims, on va inspeccionar la feina dels administradors de Julià. Va centrar la seva atenció en verificar la feina feta per un oficial, que, intimidat, va convocar l'exèrcit de la Gàl·lia i va iniciar una revolta, afirmant que Lucil·lià era un rebel i que l'emperador Julià encara era viu. La revolta va ser sufocada amb l'arribada de les tropes de Jovià, però no van ser a temps d'impedir que assassinessin Seniauc i Lucil·lià, a mans d'una legió formada per Bataus. Afortunadament Valentinià va poder escapar de la mort.